# Кристалл (завод, Гомель)
«Кристалл» (ОАО «Гомельское ПО „Кристалл“»; бел. «Крышталь») — белорусское алмазообрабатывающее предприятие, расположенное в Гомеле.

## История
В 1970 году был основан гомельский завод «Кристалл», который строился по типовому проекту. В 1972 году был произведён первый бриллиант, что считается датой создания предприятия. Первоначально завод входил в состав Всесоюзного государственного промышленного хозрасчётного объединения по производству приборов времени «Союзчаспром» Министерства приборостроения, средств автоматизации и систем управления СССР, в 1980 году передан в состав Всесоюзного промышленного объединения по производству бриллиантов «Союзпромкристалл» того же министерства. В 1974 году было создано отраслевое производственно-техническое объединение «Кристалл», в 1976 году — производственное объединение «Кристалл», в которые входил завод. В 1991 году завод передан в подчинение Государственного комитета Республики Беларусь по промышленности и межотраслевым производствам, в 1993 году — Комитета по драгоценным металлам и драгоценным камням при Совете Министров Республики Беларусь, в 1995 году — Комитета по драгоценным металлам при Министерстве финансов Республики Беларусь. В 1996 году преобразовано в республиканское алмазообрабатывающее унитарное предприятие «Гомельское ПО „Кристалл“» (по другой информации, в 1996 году завод был преобразован в самостоятельное ПО, а преобразование в РАУП произошло в 2000 году). В 2010 году РАУП преобразовано в открытое акционерное общество, на базе которого в 2012 году образован холдинг «Кристалл-холдинг».
Первоначально завод занимался обработкой алмазов в бриллианты, в 1993 году открылось ювелирное производство. По состоянию на 2006 год в состав РАУП «Гомельское ПО „Кристалл“» входили головное предприятие по обработке алмазов в бриллианты, завод «Ювелир» по выпуску ювелирных изделий и завод алмазного инструмента.

## Современное состояние
«Кристалл» занимается огранкой бриллиантов различного размера (от 0,03 до 3 карат) различных форм огранки. Продукция реализуется на внутреннем рынке, а также экспортируется в Россию, Бельгию, Израиль, Иран, Гонконг. Производятся ювелирные изделия, государственные награды, ордена, медали. В 2016 году выручка компании составила 161,7 млн руб. (75 млн долларов), в том числе от производства ювелирных изделий — 40,9 млн руб. (19 млн долларов), от реализации алмазного сырья (включая реэкспорт) — 108 млн руб. (50 млн долларов). Чистая прибыль в 2016 году составила 0,3 млн руб. (135 тыс. долларов). Также производятся алмазные инструменты.
100% акций принадлежат государству, в 2016 году на предприятии работало 713 человек (в 2015 году — 768).